# 967
Évszázadok: 9. század – 10. század – 11. század
Évtizedek: 910-es évek – 920-as évek – 930-as évek – 940-es évek – 950-es évek – 960-as évek – 970-es évek – 980-as évek – 990-es évek – 1000-es évek – 1010-es évek
Évek: 962 – 963 – 964 – 965 –  966 – 967 – 968 – 969 – 970 – 971 – 972

## Események

### Európa
- A Rómában tartózkodó Ottó német-római császár nekilát rendet rakni Itália politikai káoszában. XIII. János pápával zsinatot hívat össze, ahol Gradót nyilvánítják a venetói régió egyházi központjává, valamint császári bírát neveznek ki Rómába a pápai törvényszék mellé. Húsvétra a császár és a pápa Ravennába utazik, ahol szintén zsinatot tartanak; itt megerősítik a város és régiója Pápai Államhoz való tartozását; ezenkívül megalapítják a Magdeburgi érsekséget.
- Ottó megújítja Velencével a 127 évvel korábban kötött szerződést. Velence kereskedelmi kiváltságokat kap, de fel kell adnia néhány azóta szerzett birtokát, pl. Brondolót és Fossonét.
- Vasfejű Pandulf beneventói és capuai herceg vazallusi esküt tesz a császárnak; cserébe megkapja a Spoletói Hercegséget. II. Niképhorosz bizánci császár, aki Dél-Itáliát a bizánci érdekszférába tartozónak tekinti, tiltakozik emiatt. Ottó felajánlja, hogy dinasztikus házassággal erősítsék meg a kér birodalom közötti viszonyt, hercegnőt kér menyasszonyul 12 éves fia, II. Ottó részére; de hozományul szeretné Dél-Itáliát. Niképhorosz elutasítja a javaslatot.
- Karácsonykor XIII. János pápa tárcsászárrá koronázza II. Ottót.
- Meggyilkolják Dub skót királyt. Utódja Indulf korábbi király fia, Cuilén.

### Bizánci Birodalom
- II. Niképhorosz császár a birodalomhoz csatolja a kelti határvidéken az örmény Taron régiót, valamint Tarzont és Martüropoliszt.
- A bizánci-német viszony fagyosra fordultával Niképhorosz sürgősen békét köt a Szicíliát is birtokló Fátimidákkal.
- Niképhorosz mintegy 450 kg aranyat fizet Szvjatoszlav kijevi fejedelemnek, hogy támadja meg a barátságtalanná váló (és a birodalmat fosztogató magyarokat átengedő) bolgárokat.

### Abbászida Kalifátus
- Meghal Szajf al-Daula, a hamdánida dinasztiához tartozó aleppói emír. Utódja 15 éves fia, Szaad al-Daula, aki egy lázongó, káoszba süllyedt országot örököl, saját fővárosába sem képes belépni.
- Szajf halála annyira lesújtja fivérét, Nászir al-Daula moszuli emírt, hogy képtelen ellátni feladatait és fia, Abu Taglib megdönti az uralmát.
- Meghal az Irakot meghódító és a kalifát teljesen a befolyása alatt tartó bújida emír, Muizz al-Daula. Utóda fia, Izz al-Daula.

### Japán
- 42 éves korában meghal Murakami császár. Utóda 17 éves elmebeteg fia, Reizei.

## Születések
- Abu Szaid Abu'l Hajr, perzsa szúfi és költő
- Bátor Boleszláv, lengyel király
- I. Gothelo, alsó-lotaringiai herceg

## Halálozások
- február 9. - Szajf al-Daula, aleppói emír
- április 8. - Muizz ad-Daula, iraki emír
- július 8. - Murakami, japán császár
- Abu al-Faradzs al-Iszfaháni, arab költő és történetíró
- Al-Kabíszi, arab asztrológus
- Dub, skót király